# Șamil Aladin
Șamil Aladin (în tătară crimeeană Şamil Seit oğlu Alâdin, în rusă Шамиль Сеитович Алядинов; n. 12 iulie 1912, Nahirne, Republica Autonomă Crimeea, Ucraina – d. 21 mai 1996, Simferopol, Ucraina) a fost un scriitor, poet, traducător și activist tătar crimeean pentru drepturi civile. La începutul carierei sale a scris poezie, iar ulterior a scris opere literare în proză și opere de nonficțiune.

## Biografie

### Începutul carierei literare
Aladin s-a născut la 12 iulie 1912 în Mahuldür, într-o familie de tătari crimeeni. Numele său de la naștere era Kamil, dar după ce s-a îmbolnăvit grav în copilărie, i s-a schimbat numele în Șamil, ca urmare a unui obicei bazat pe credința antică că schimbarea numelui va contribui la însănătoșirea unui copil. A muncit încă din copilărie la ferma familiei sale, strângând lemne de foc și plantând tutun. După absolvirea cursurilor primare la o școală locală, a urmat o școală de șapte clase la Bahcisarai. Acolo s-a îndrăgostit de literatură și până la 15 ani a publicat primul său poem în paginile ziarului tătarilor crimeeni Yash Kuvet; poemul Танъ бульбули („Privighetoarea din zori”) i-a fost dedicat lui Ismail Gasprinski, liderul mișcării de modernizare cultural-educaționale a tătarilor crimeeni. După terminarea liceului, a fost admis la Colegiul Pedagogic din Simferopol, unde a studiat din 1928 până în 1931. A devenit apoi student la Institutul de Literatură din Moscova, secția de învățământ prin corespondență. În 1932 a publicat prima sa carte de poezii - Топракъ кульди, кок кульди (Pământul a zâmbit, cerul a zâmbit). Mai târziu în acel an a fost încorporat în Armata Roșie, iar până la sfârșitul serviciului militar, în 1934, a fost comandant al unui pluton de cavalerie. În 1935 a publicat volumul Къызыл казакънынъ йырлары (Cântece ale cazacului roșu), o colecție de poezii inspirate de serviciul militar efectuat în Armata Roșie. În anul următor a devenit redactor-șef adjunct al ziarului tătarilor crimeeni Янъы дюнья, dar la scurt timp după aceea a plecat în Daghestan pentru a lucra ca învățător și apoi în Tadjikistan pentru a munci ca șofer de excavator la construcția Barajului Farhad, ca parte a unui plan cincinal. În anul 1939 s-a întors în Crimeea și a devenit în acel an membru al Uniunii Scriitorilor din URSS și președinte al Uniunii Scriitorilor din Crimeea. Prima sa operă literară în proză, Омюр („Viața”), a fost publicată în 1940.

### Al Doilea Război Mondial și exilul
La scurtă vreme după Invazia germană a Uniunii Sovietice, Aladin s-a înrolat voluntar în Armata Roșie. După reintrarea în armată la 26 iunie 1941, a fost numit comandant de pluton pe Frontul de Sud-Vest. A suferit răni grave în februarie 1943 și a fost internat într-un spital timp de două luni și jumătate, iar apoi a fost externat și trimis la cartierul Frontului din Caucazul de Nord și mai târziu la cartierul mișcării de partizani din Crimeea. În aprilie 1944 s-a întors la Simferopol și a fost membru al comisiei pentru evaluarea pagubelor cauzate Crimeei de război. Cu doar câteva zile înainte de deportare, el a călătorit la Alușta pentru a recruta artiști pentru ansamblul Haytarma. Când s-a întors la Simferopol nu a mai regăsit-o pe soția sa, Fatima, și pe fiica sa cea mică, Dilyara, deoarece fuseseră deja deportate în Uzbekistan. A călătorit în Asia Centrală în căutarea lor și le-a găsit la Chinabad suferind de pe urma foamei, care îi afecta pe mulți deportați. El a locuit cu familia sa la Chinabad timp de aproximativ patru luni înainte de a obține permisiunea de a se muta la Andijan, unde a lucrat la un ziar local. În mai 1945 au primit permisiunea de a se muta la Tașkent, după ce Aleksandr Fadeev, președintele Uniunii Scriitorilor Sovietici, care era prietenul lui Aladin, l-a ajutat să obțină permisiunea de mutare. În perioada cât a locuit la Tașkent, a condus un teatru și palatul muncitorilor feroviari și a devenit secretar executiv al comitetului de conducere al Uniunii Scriitorilor din RSS Uzbecă. A studiat la Institutul Pedagogic din Tașkent din 1953 până în 1957, după care s-a implicat tot mai mult în mișcarea pentru drepturi civile a tătarilor crimeeni. A făcut parte din delegații ale tătarilor crimeeni care au călătorit la Moscova și a scris scrisori către Comitetul Central al Partidului Comunist din Uniunea Sovietică, cerând dreptul de întoarcere a tătarilor crimeeni în locurile lor de origine, drept care fusese acordat majorității națiunilor deportate, inclusiv cecenilor, calmâcilor și karaciailor, dar nu și tătarilor crimeeni. Din cauza activismului său civic, a fost concediat în mod repetat de la ziarele la care a lucrat, dar a reușit în cele din urmă să obțină permisiunea de a înființa un ziar în limba tătară crimeeană (Lenin Bairagy) și de a realiza emisiuni radiofonice în limba tătară crimeeană. Din 1980 până în 1985 a condus revista uzbecă Yildiz, iar la apogeul carierei sale a colaborat cu scriitori uzbeci de prim rang, precum Komil Yashen și Sharaf Rashidov.

### Ultima parte a vieții
După ce s-a pensionat în 1985, a lucrat la un roman despre Togai-Bey, pe care nu l-a mai încheiat. S-a întors definitiv din exil în Crimeea în 1994 și a scris eseuri pe teme politice, precum „Victimele Kremlinului” și „Eu sunt țarul și dumnezeul tău”. A murit la 21 mai 1996 și a fost înmormântat în cimitirul Abdal.